# Дюшен (округ, Юта)
Шаблон:StateAbbr_ 40°17′ пн. ш. 110°26′ зх. д. / 40.28° пн. ш. 110.44° зх. д.
Округ Дюшен (англ. Duchesne County) — округ (графство) у штаті Юта, США. Ідентифікатор округу 49013.

## Історія
Округ утворений 1915 року.

## Демографія
За даними перепису 2000 року загальне населення округу становило 14371 осіб, зокрема міського населення було 3994, а сільського — 10377. Серед мешканців округу чоловіків було 7286, а жінок — 7085. В окрузі було 4559 домогосподарств, 3669 родин, які мешкали в 6988 будинках. Середній розмір родини становив 3,51.
Віковий розподіл населення поданий у таблиці:
| Стать    | До 15 років | 15-21 | 22-29 | 30-39 | 40-49 | 50-65 | 65-85 | Понад 85 |
| -------- | ----------- | ----- | ----- | ----- | ----- | ----- | ----- | -------- |
| Чоловіки | 2209        | 965   | 685   | 831   | 960   | 997   | 603   | 36       |
| Жінки    | 2067        | 880   | 647   | 866   | 934   | 981   | 644   | 66       |

## Суміжні округи
- Самміт — північ
- Даггетт — північний схід
- Юїнта — схід
- Карбон — південь
- Юта — південний захід
- Восач — захід